# Peter Jacobs (Politiker)
Peter Jacobs (* 7. Juni 1906 in Trier; † 10. Januar 1967 ebenda) war ein deutscher Journalist und Politiker (SPD).

## Leben und Beruf
Nach dem Besuch der Volksschule absolvierte Jacobs eine Lehre zum Elektromonteur. Er arbeitete anschließend als Redakteur bei Zeitungen und Zeitschriften, unter anderem als Geschäftsführer der Volksbühne in Trier. Bereits 1928 trat er als Sekretär in die Dienste der Gewerkschaft ein. Nach deren Verbot durch die Nationalsozialisten 1933 arbeitete er als Einzelhandelskaufmann. Von 1939 bis 1942 nahm er als Soldat am Zweiten Weltkrieg teil. Nach dem Attentat vom 20. Juli 1944 wurde er von der Gestapo festgenommen und kurzzeitig inhaftiert.
Nach dem Krieg arbeitete Jacobs zunächst erneut als Kaufmann. 1947 wurde er Redakteur der SPD-Zeitung Die Freiheit. Später war er Verwaltungsratsmitglied des Südwestfunkes (SWF).

## Partei
Jacobs schloss sich 1922 der SAJ an und trat 1924 in die SPD ein. Er beteiligte sich 1945 am Wiederaufbau der SPD im Regierungsbezirk Trier und wurde 1947 zum Vorsitzenden des SPD-Unterbezirkes Trier gewählt.

## Abgeordneter
Jacobs war nach dem Zweiten Weltkrieg Ratsmitglied der Stadt Trier und Kreistagsmitglied des Kreises Trier. Er gehörte 1946/47 der Beratenden Landesversammlung an und war danach bis zu seiner Mandatsniederlegung am 26. Oktober 1949 Mitglied des Rheinland-Pfälzischen Landtages. Nachrücker im Landtag wurde Franz Herrig. Dem Deutschen Bundestag gehörte er seit dessen erster Wahl 1949 bis 1965 an. Er war stets über die Landesliste Rheinland-Pfalz ins Parlament eingezogen. Von 1953 bis 1957 war er stellvertretender Vorsitzender des Bundestagsausschusses für Grenzlandfragen. Außerdem war er seit Oktober 1956 Mitglied der Beratenden Versammlung des Europarates und der Westeuropäischen Union (WEU).

## Ehrungen
Nach Jacobs ist die Peter-Jacobs-Straße in Trier benannt.